# Expeditie van Abi Hadrad al-Aslami
De Expeditie van Abi Hadrad al-Aslami vond plaats in sha'aban 8 A.H. (november 629). In deze expeditie werd de leider van de stam Banu Jusham, Rifa'a ibn Qays succesvol gedood.
Rifa'a ibn Qays en een aantal mannen van de stam Banu Jusham waren in Al-Ghaba aan het kamperen. Naar verluidt was hij van plan de mensen van de stam Qays aan te zetten te vechten tegen de moslims. Toen Mohammed dit te horen kreeg, stuurde hij Abu Hadrad met twee mannen op pad met als doel Rifa'a naar Mohammed toe te brengen of informatie over hem te verzamelen. 's Nachts wist Abu Hadrad Rifa'a te doden door hem met een pijl in het hart te schieten. Vervolgens hakte hij zijn hoofd af. Hij nam dit hoofd mee naar Mohammed. Bij de expeditie werden vier vrouwen door de moslims gevangengenomen. Daarnaast werden veel kamelen en schapen buitgemaakt. Mohammed gaf Abu Hadrad als beloning dertien kamelen.